# Liste der IC-Objekte von 1001 bis 1500
Die nachfolgende Tabelle enthält eine Auswahl von IC-Objekten im Bereich der Objekte von 1001 bis 1500, zu denen teilweise ausführliche Artikel bestehen.
Alle Angaben sind für das Äquinoktium J2000.0 angegeben.
Teillisten:
1–500 |
501–1000 |
1001–1500 |
1501–2000 |
2001–2500 |
2501–3000 |
3001–3500 |
3501–4000 |
4001–4500 |
4501–5000 |
5001–5386

## Nr. 1001 bis 1100
| IC   | Aliasname | Objekttyp | Stb. | Winkel        | mag  | Rektasz.      | Dekl.        | Entf. Lj. |
| ---- | --------- | --------- | ---- | ------------- | ---- | ------------- | ------------ | --------- |
| 1001 |           | SpiG      | Vir  | 0,75′ × 0,25′ | 13,9 | 14h 20m 39,7s | +5° 25′ 38″  |           |
| 1005 | NGC 5607  | Gal.      | UMi  | 0,9′ × 0,8′   | 13,4 | 14h 19m 26,7s | +71° 35′ 18″ | 360 Mio.  |
| 1011 |           | SpiG      | Vir  | 0,5′ × 0,3′   | 13,7 | 14h 28m 04,6s | +1° 00′ 22″  | 360 Mio.  |
| 1026 | NGC 5653  | SpiG      | Boo  | 1,7′ × 1,3′   | 12,2 | 14h 30m 10,4s | +31° 12′ 56″ | 160 Mio.  |
| 1030 | NGC 5672  | SpiG      | Boo  | 0,8′ × 0,5′   | 13,4 | 14h 32m 38,4s | +31° 40′ 13″ |           |
| 1045 | NGC 5731  | SpiG      | Boo  | 1,6′ × 0,4′   | 13,3 | 14h 40m 09,2s | +42° 46′ 45″ | 110 Mio.  |
| 1049 |           | BaSpiG    | Dra  | 0,9′ × 0,7′   | 13,8 | 14h 39m 33,0s | +62° 00′ 11″ |           |
| 1100 | NGC 5881  | SpiG      | Dra  | 0,8′ × 0,7′   | 13,4 | 15h 06m 20,6s | +62° 58′ 50″ | 300 Mio.  |

## Nr. 1101 bis 1200
| IC   | Aliasname         | Objekttyp | Stb. | Winkel        | mag   | Rektasz.      | Dekl.        | Entf. Lj. |
| ---- | ----------------- | --------- | ---- | ------------- | ----- | ------------- | ------------ | --------- |
| 1101 |                   | Gal.      | Vir  |               | 14,0  | 15h 10m 56,1s | +5° 44′ 41″  | 1 Mrd.    |
| 1108 | NGC 5882          | PlNb      | Lup  | 0,33′ × 0,33′ | 9,4   | 15h 16m 50,0s | −45° 38′ 58″ | 3.000     |
| 1111 | NGC 5876          | BaSpiG    | Boo  | 2,4′ × 1,2′   | 12,9  | 15h 09m 31,5s | +54° 30′ 23″ | 165 Mio.  |
| 1127 | Arp 220, IC 4553  | LenG      | Ser  | 1,5′ × 1,2′   | 13,92 | 15h 34m 57,1s | +23° 30′ 11″ | 700 Mio.  |
| 1148 | NGC 6020          | EllG      | Ser  | 1,4′ × 1,0′   | 12,8  | 15h 57m 08,1s | +22° 24′ 17″ | 217 Mio.  |
| 1150 | NGC 6018          | LenG      | Ser  | 1,4′ × 0,7′   | 13,4  | 15h 57m 29,8s | +15° 52′ 22″ |           |
| 1172 | NGC 6044          | LenG      | Her  | 0,6′ × 0,6′   | 14,3  | 16h 04m 59,6s | +17° 52′ 13″ | 422 Mio.  |
| 1176 | NGC 6056          | LenG      | Her  | 0,9′ × 0,5′   | 14,1  | 16h 05m 31,2s | +17° 57′ 47″ |           |
| 1179 | Arp 272, NGC 6050 | 2 Gal.    | Her  |               |       | 16h 05m 23s   | +17° 45′ 24″ | 400 Mio.  |
| 1183 | NGC 6054          | LenG      | Her  | 0,8′ × 0,4′   | 14,3  | 16h 05m 38,1s | +17° 46′ 04″ | 424 Mio.  |
| 1200 | NGC 6079          | EllG      | Dra  | 1,4′ × 1,0′   | 12,7  | 16h 04m 29,2s | +69° 39′ 57″ | 352 Mio.  |

## Nr. 1201 bis 1300
| IC   | Aliasname   | Objekttyp | Stb. | Winkel       | mag  | Rektasz.      | Dekl.        | Entf. Lj. |
| ---- | ----------- | --------- | ---- | ------------ | ---- | ------------- | ------------ | --------- |
| 1202 | NGC 6081    | LenG      | Her  | 1,8′ × 0,6′  | 13,5 | 16h 12m 56,8s | +9° 52′ 02″  |           |
| 1266 | Thackeray 1 | PlNb      | Ara  | 0,21′ × 0,2′ |      | 17h 45m 35s   | −46° 05′ 24″ | 8.200     |

## Nr. 1301 bis 1400
| IC   | Aliasname   | Objekttyp | Stb. | Winkel    | mag | Rektasz.      | Dekl.        | Entf. Lj. |
| ---- | ----------- | --------- | ---- | --------- | --- | ------------- | ------------ | --------- |
| 1340 | Cirrusnebel | SuNo      | Cyg  | 25′ × 20′ | 5,0 | 20h 56m 08,3s | +31° 02′ 52″ | 1.500     |
| 1396 |             | OfSH      | Cep  | 89′ × 89′ | 3,5 | 21h 39m 06,0s | +57° 30′ 00″ |           |

## Nr. 1401 bis 1500
| IC   | Aliasname | Objekttyp | Stb. | Winkel      | mag  | Rektasz.      | Dekl.        | Entf. Lj. |
| ---- | --------- | --------- | ---- | ----------- | ---- | ------------- | ------------ | --------- |
| 1454 |           | PlNb      | Cep  |             | 14,0 | 22h 42m 25,3s | +80° 26′ 28″ | 17.200    |
| 1459 |           | Gal.      | Gru  | 5,1′ × 3,7′ | 10,0 | 22h 57m 12,0s | −36° 27′ 44″ | 100 Mio.  |
| 1477 | NGC 7596  | LenG      | Aqr  | 1′ × 0,5′   | 14,2 | 23h 17m 12,0s | −6° 54′ 42″  |           |
| 1478 | NGC 7594  | SpiG      | Peg  | 1,4′ × 0,9′ | 13,7 | 23h 18m 13,9s | +10° 17′ 52″ | 505 Mio.  |
| 1479 |           | LenG      | Aqr  | 1,1′ × 1′   | 13,7 | 23h 18m 46,3s | −10° 23′ 55″ |           |

## Legende
| Abkürzungen | Abkürzungen          | Abkürzungen | Abkürzungen            | Abkürzungen | Abkürzungen           |
| ----------- | -------------------- | ----------- | ---------------------- | ----------- | --------------------- |
| Objekttyp   | Objekttyp            | Objekttyp   | Objekttyp              | Objekttyp   | Objekttyp             |
| Gal.        | Galaxie allgemein    | SpiG        | Spiralgalaxie          | BaSpiG      | Balkenspiralgalaxie   |
| EllG        | Elliptische Galaxie  | LenG        | Lentikuläre Galaxie    | SeyG        | Seyfertgalaxie        |
| RaG         | Radiogalaxie         | ZwG         | Zwerggalaxie           | IrrG        | Irreguläre Galaxie    |
| OfSH        | Offener Sternhaufen  | KuSH        | Kugelsternhaufen       | SH          | Sternhaufen allgemein |
| St.         | Stern                | DS          | Doppelstern            | Ast.        | Asterismus            |
| VrS         | Veränderlicher Stern | VrDS        | Veränderl. Doppelstern | DuWo        | Dunkelwolke           |
| GNb         | Gasnebel allgemein   | PlNb        | Planetarischer Nebel   | EmNb        | Emissionsnebel        |
| ReNb        | Reflexionsnebel      | DiNb        | Diffuser Nebel         | SuNo        | Supernovaüberrest     |

Galaxien____Sternhaufen____  Sterne____ Nebel